# シープ (ピンク・フロイドの曲)
「シープ」（英語: Sheep）は、1977年に発表されたピンク・フロイドの楽曲。同年発売の『アニマルズ』に収録されている。

## 解説
元々は既に1974年からコンサートで「Raving and Drooling」として、「You gotta be crazy」とともに演奏されていた曲である。『狂気』の次のアルバムに収録される予定だったが結局見送られ、1976年にバンドがレコーディングした『アニマルズ』にて一部の歌詞を変えた上で「シープ」として日の目を見ることになった。作詞・作曲はロジャー・ウォーターズで、リード・ヴォーカルもウォーターズである。「ドッグ」でのギターに対し、「シープ」ではベースのサウンドの比重が高くなっている。デヴィッド・ギルモアは、「シープ」のベースは全て自分が演奏したものであると主張している。
歌詞の内容は、羊を一般大衆に喩え、支配者層に従順な姿を描いている。曲の後半のヴォコーダ―は、旧約聖書の詩篇23篇を、一部を改変して引用したものである。
シープは1977年のコンサート・ツアー「ピンク・フロイド・イン・ザ・フレッシュ」ではオープニング・ナンバーとして演奏され、ベースを演奏していたのは当時ツアーにサポートミュージシャンとして参加したスノーウィ・ホワイトだった。ギルモアが主導権を握った1987年の『鬱』ツアーにて演奏が検討されたがギルモアが「(脱退した)ウォーターズのような悪意に満ちた歌い方ができない」として見送られた。1981年発売のコンピレーション・アルバム『時空の舞踏』と2001年発売のバンド史上初のベスト・アルバム『エコーズ〜啓示』に収録された。